# 56000 Mesopotamia
56000 Mesopotamia è un asteroide della fascia principale. Scoperto nel 1998, presenta un'orbita caratterizzata da un semiasse maggiore pari a 2,3691609 UA e da un'eccentricità di 0,1695220, inclinata di 8,37341° rispetto all'eclittica.
L'asteroide è dedicato all'omonima regione del Vicino Oriente, culla di alcune tra le più antiche civiltà note.